# Lungs
Lungs – debiutancki album studyjny londyńskiego indiepopowego zespołu Florence and the Machine. Wydawnictwo ukazało się 6 lipca 2009 roku nakładem wytwórni muzycznej Island Records.
Płyta zadebiutowała na 2. miejscu listy sprzedaży w Wielkiej Brytanii. Cieszące się uznaniem krytyków nagrania były głównym pretendentem w 2009 roku do nagrody Mercury. W Wielkiej Brytanii płyta uzyskała status trzykrotnej platynowej płyty sprzedając się w nakładzie 900 000 egzemplarzy. W Australii Lungs sprzedał się w nakładzie 35 tys. egzemplarzy i uzyskał status złotej płyty. W Polsce uzyskał certyfikat platynowej płyty, a reedycja pt. Between Two Lungs – złotej płyty.
Album był promowany sześcioma singlami. Pierwszy "Kiss with a Fist" wydany 9 czerwca 2008, dotarł do 51. miejsca listy singli w Wielkiej Brytanii. Drugi "Dog Days Are Over", został wydany 1 grudnia 2008 roku. Trzeci pt. "Rabbit Heart (Raise It Up)" ukazał się 22 czerwca 2009. Czwarty pt. "Drumming Song" ukazał się 13 września 2009. Piąty zatytułowany "You've Got the Love" ukazał się 16 listopada 2009. Natomiast 22 marca 2010 ukazała się reedycja drugiego singla "Dog Days Are Over".
Utwór nr 1 został zarejestrowany w The Garden, Miloco. Utwory 2, 4, 6, 9, 11 i 12 zostały nagrane w The Pool. Utwory 3 i 8 nagrano w The SYnagogue. Utwór 7 nagrano w Strongroom 33 / Space Cave. Utwór 10 nagrano w The Smokehouse. Utwór 13 nagrano w The Diary Studios. Miksowanie i mastering nagrań odbył się w Metropolis Studios.

## Lista utworów
Opracowano na podstawie materiału źródłowego.
1. "Dog Days Are Over" (Florence Welch, Isabella Summers) – 4:12
2. "Rabbit Heart (Raise It Up)" (Welch, Paul Epworth) – 3:52
3. "I'm Not Calling You a Liar" (Welch, Summers) – 3:05
4. "Howl" (Welch, Epworth) – 3:34
5. "Kiss with a Fist" (Welch, Matt Alchin) – 2:04
6. "Girl with One Eye" (Alchin, David Ashby, James McCool) – 3:38
7. "Drumming Song" (Welch, James Ford, Crispin Hunt) – 3:43
8. "Between Two Lungs" (Welch, Summers) – 4:09
9. "Cosmic Love" (Welch, Summers) – 4:15
10. "My Boy Builds Coffins" (Welch, Christopher Lloyd Hayden, Rob Ackroyd) – 2:56
11. "Hurricane Drunk" (Welch, Eg White) – 3:13
12. "Blinding" (Welch, Epworth) – 4:40
13. "You've Got the Love" (Anthony B. Stephens, Arnecia Michelle Harris, John P Jr. Bellamy) – 2:48

iTunes edition
1. "Swimming" – 3:22
2. "Dog Days Are Over" (Video) – 3:55

## Twórcy
Opracowano na podstawie materiału źródłowego.
| - Florence Welch – wokal, wokal wspierający, instrumenty perkusyjne, perkusja - Rob Ackroyd – gitara - Christopher Lloyd Hayden – perkusja - Isabella Summers – fortepian, produkcja muzyczna, perkusja, instrumenty perkusyjne - John Davis – mastering - Cenzo Townsend – miksowanie - Neil Comber – asystent w ramach miksowania - Charlie Hugall – perkusja, instrumenty perkusyjne - James Ford – fortepian, produkcja muzyczna - Paul Epworth – produkcja muzyczna - Jimmy Robertson – inżynieria dźwięku | - Mark Rankin – inżynieria dźwięku - Sally Herbert – aranżacje smyczków - Bruce White – altówka - Everton Nelson – skrzypce - Ian Burdge – wiolonczela - Tom Moth – harfa - Tabitha Denholm – kierownictwo artystyczne (oprawa graficzna) - Hugh Frost – oprawa graficzna - Orlando Weeks – oprawa graficzna - Tom Beard – zdjęcia - Wade Fletcher – zdjęcia |

## Wydania
| Rok  | Nr katalogowy  | Nośnik                                  | Wytwórnia                                     | Region            |
| ---- | -------------- | --------------------------------------- | --------------------------------------------- | ----------------- |
| 2009 | 00602527112398 | CD, Enh                                 | Universal Island Records                      | Niemcy            |
| 2009 | B0013170-02    | CD                                      | Universal Republic                            | Stany Zjednoczone |
| 2009 | 1797940        | CD                                      | Universal Island Records                      | Wielka Brytania   |
| 2009 | 2711240        | CD, Enh                                 | Universal Island Records                      | Australia         |
| 2009 | B0013596-10    | CD, Enh, Ltd, Bes + DVD, NTSC           | Universal Republic                            | Stany Zjednoczone |
| 2009 | 2709059        | CD, Enh, Ltd, Dig + CD, Album, Ltd, Dig | Universal Island Records, Moshi Moshi Records | Wielka Brytania   |
| 2009 | 2709106        | LP                                      | Universal Island Records                      | Europa            |

## Pozycje na listach
| Lista                        | Kraj              | Pozycja |
| ---------------------------- | ----------------- | ------- |
| Billboard 200                | Stany Zjednoczone | 179     |
| Billboard Heatseekers Albums | Stany Zjednoczone | 4       |
| MegaCharts                   | Holandia          | 37      |
| SNEP                         | Francja           | 117     |
| Irish Albums Chart           | Irlandia          | 2       |
| VG-Lista                     | Norwegia          | 36      |
| ARIA Charts                  | Australia         | 8       |
| Austrian Albums Chart        | Austria           | 73      |
| Ultratop 50                  | Belgia            | 98      |
| Media Control Charts         | Niemcy            | 55      |
| IFPI                         | Grecja            | 41      |
| UK Albums Chart              | Wielka Brytania   | 1       |
| RIANZ                        | Nowa Zelandia     | 16      |
| Schweizer Hitparade          | Szwajcaria        | 54      |
| OLiS                         | Polska            | 1       |